# Bravo Hiphop Special
Bravo Hiphop Special war eine monatlich erscheinende Jugendzeitschrift, die von 2005 bis 2012 von der Bauer Media Group herausgegeben wurde. Der Redaktionssitz war in München.

## Inhalt und Schwerpunkte
Themenschwerpunkte der Zeitschrift waren Interviews mit nationalen und internationalen Künstlern der Hip-Hop-Szene, Musiktrends, Hintergrundberichte der Musik-Szene, Mode und Hochglanz-Poster. Die Zielgruppe waren 14- bis 25-Jährige.

## Verbreitung, Frequenz und Auflage
2005 startete die Zeitschrift als Sonderheft. Aufgrund des Erfolges von rund 100.000 Exemplaren pro Auflage 2007 wurde die Erscheinungsfrequenz ab der Ausgabe Januar 2008 (Erscheinungsdatum 7. Dezember 2007) von sechs Ausgaben im Jahr auf einen monatlichen Turnus erhöht. 2009 betrug die Abonnentenzahl laut Verlag 14.307.